# جوك مورغان
جوك مورغان (بالإنجليزية: Jock Morgan)‏ (18 أغسطس 1889 في المملكة المتحدة - 1983) هو لاعب كرة قدم بريطاني (وحمل سابقاً جنسية المملكة المتحدة لبريطانيا العظمى وأيرلندا) في مركز الوسط. لعب مع برمنغهام سيتي ونادي بريستول سيتي ونادي دونكاستر روفرز ونادي ساوثبورت ونادي والسول ونادي بارو ونادي ووستر سيتي وBrideville F.C. ‏ ونادي أثرستون تاون وRedditch United F.C. ‏.